# Toxopsiella centralis
Toxopsiella centralis là một loài nhện trong họ Deinopidae. T. centralis được miêu tả năm 1964 bởi Raymond Robert Forster.